# Candidatura de Inglaterra para la Copa Mundial de Fútbol 2018
La Asociación de Fútbol de Inglaterra se postuló a la candidatura para albergar la sede para la Copa Mundial de Fútbol de 2018, decisión que anunció oficialmente el 31 de octubre de 2007. El 24 de abril de 2008 Inglaterra presentó su candidatura con un dossier de 63 páginas para acoger la Copa Mundial 2018, centrándose en el desarrollo del fútbol en todo el mundo. El 27 de enero de 2009, Inglaterra presentó oficialmente su candidatura a la FIFA.
Tras la inspección oficial a las sedes, realizada del 23 al 26 de agosto de 2010, la FIFA elogió a la candidatura inglesa en sus aspectos de transporte público, instalaciones y seguridad. Sin embargo, el ente rector del fútbol mundial pidió revisar el alojamiento en las sedes. Finalmente, Rusia fue elegida para albergar el Mundial.

## Calendario programado
| Date                    | Notes                                                           |
| ----------------------- | --------------------------------------------------------------- |
| 15 de enero de 2009     | Solicitud entregada                                             |
| 2 de febrero de 2009    | Fecha límite para solicitar la candidatura                      |
| 16 de marzo de 2009     | Fecha límite para completar los formularios para la candidatura |
| 14 de mayo de 2010      | Fecha límite para enviar todos los datos de la candidatura      |
| 23–26 de agosto de 2010 | Inspección de visitantes del Comité a Inglaterra                |
| 2 de diciembre de 2010  | La FIFA anuncia la sede para 2018 y 2022                        |

## Ciudades anfitrionas
Un total de 15 estadios de 12 ciudades diferentes fueron presentados por Inglaterra para la candidatura mundialista en diciembre de 2009. Las ciudades excluidas fueron: Derby, Leicester y Hull.
| Imagen | Estadio                             | Aforo  | Ciudad        | Equipos                                     | Notas |
| ------ | ----------------------------------- | ------ | ------------- | ------------------------------------------- | --- |
|        | Wembley                             | 90.000 | Londres       | Selección de Inglaterra                     | Sede de la final de la Liga de Campeones de la UEFA 2010-11 Serie Internacional de la NFL (desde 2007) Juegos Olímpicos de 2012 Mundial de Rugby 2015 Abierto en 2007. |
|        | Estadio Olímpico                    | 80.000 | Londres       | West Ham United FC                          | Estadio Olímpico en los Juegos Olímpicos de 2012 Abierto en 2012. |
|        | Old Trafford                        | 75.957 | Mánchester    | Manchester United                           | Sede del Mundial 1966, Eurocopa 1996 Y los Juegos Olímpicos de 2012 |
|        | Emirates Stadium                    | 60.335 | Londres       | Arsenal                                     | Sede del Mundial de Rugby 2015 Posible ampliación. Abierto en 2006. |
|        | Anfield                             | 45.362 | Liverpool     | Liverpool F.C.                              | Sede de la Eurocopa 1996 y el Mundial de Rugby 2015 Podría ser reemplazado por el Estadio Stanley Park.                                                                |
|        | St James' Park                      | 52.387 | Newcastle     | Newcastle United F.C.                       | Sede de la Eurocopa 1996, Mundial de Rugby 2015 Y los Juegos Olímpicos de 2012                                                                                         |
|        | Estadio Ciudad de Mánchester        | 47.726 | Mánchester    | Manchester City F.C.                        | Sede de los Juegos de la Mancomunidad de 2002. Posible ampliación. |
|        | Stadium of Light                    | 49.000 | Sunderland    | Sunderland A.F.C.                           | Posible ampliación a 64.000 espectadores. |
|        | Villa Park                          | 42.788 | Birmingham    | Aston Villa                                 | Sede del Mundial 1966 y la Eurocopa 1996 |
|        | Estadio Hillsborough                | 39.812 | Sheffield     | Sheffield Wednesday                         | Sede del Mundial 1966 y la Eurocopa 1996 Posible ampliación a 44.825 espectadores.                                                                                     |
|        | Elland Road                         | 39.460 | Leeds         | Leeds United F.C.                           | Sede de la Eurocopa 1996 y el Mundial de Rugby 2015 Posible ampliación a 51.240 espectadores.                                                                          |
|        | Stadium MK                          | 22.000 | Milton Keynes | Milton Keynes Dons F.C. Milton Keynes Lions | Posible ampliación de 46.000 a 56.000 espectadores. |
|        | Home Park                           | 19.500 | Plymouth      | Plymouth Argyle F.C.                        | Posible ampliación a 46.000 espectadores. |
|        | Estadio del Bristol City            | 44.000 | Bristol       | Bristol City F.C.                           | Sería inaugurado en 2012. |
|        | Nuevo Estadio del Nottingham Forest | 41.500 | Nottingham    | Nottingham Forest F.C.                      | Sería inaugurado en 2014. |

- Los nombres comerciales de los estadios se mencionan aquí, pero no son usados en los documentos de la candidatura ni serían utilizados durante la Copa Mundial.

## Patrocinadores oficiales
- Umbro
- BT Group
- Morrisons
- Jaguar Cars
- Land Rover
- British Airways
- PwC